# تامی اسنیپ
تامی اسنیپ (انگلیسی: Tommy Asnip; ۱۸ فوریهٔ ۱۸۸۳ – ۲۴ ژوئیهٔ ۱۹۱۸) بازیکن فوتبال اهل پادشاهی متحد بریتانیای کبیر و ایرلند بود.
از باشگاه‌هایی که در آن بازی کرده‌است می‌توان به باشگاه فوتبال لینکولن سیتی اشاره کرد.